# Râul Glina
Glina este un râu din Bosnia-Herțegovina și Croația. Izvorăște de pe teritoriul primei și formează granița dintre cele două țări pe un sector scurt, situat la nord-est de Velika Kladusa. Se varsă în râul Kupa, undeva la vest de localitatea Slana, care aparține comunei Petrinja, după ce parcurge o distanță de 100 km de la izvor.